# Lu e Cuccaro Monferrato
Lu e Cuccaro Monferrato (Lu e Cucri in dialetto locale) è un comune italiano sparso di 1 277 abitanti della provincia di Alessandria in Piemonte. È stato istituito il 1º febbraio 2019 tramite la fusione dei comuni di Lu e di Cuccaro Monferrato.

## Geografia antropica
Il comune di Lu e Cuccaro Monferrato comprende i centri abitati di Lu (sede municipale), Cuccaro Monferrato e le località di Bodelacchi, Borghina, Castagna, Martini, Trisogli.
 Nella località di Lu transita il 45º parallelo nord.

## Storia

### Simboli
Il comune di Lu e Cuccaro Monferrato non ha ancora adottato un proprio stemma civico

## Monumenti e luoghi d'interesse
- Chiesa dell'Assunzione di Maria Vergine a Cuccaro
- Chiesa di Santa Maria Nuova a Lu

## Società

### Evoluzione demografica
Abitanti censiti

## Amministrazione
Di seguito è presentata una tabella relativa alle amministrazioni che si sono succedute in questo comune.
| Periodo        | Periodo       | Primo cittadino | Partito                     | Carica  | Note  |
| -------------- | ------------- | --------------- | --------------------------- | ------- | ----- |
| 26 maggio 2019 | 9 giugno 2024 | Franco Alessio  | Lista civica Insieme si può | Sindaco | [ 8 ] |
| 9 giugno 2024  | in carica     | Franco Alessio  | Lista civica Insieme si può | Sindaco | [ 8 ] |